# Balneário Osvaldo Cruz
O Balneário Osvaldo Cruz é um balneário de água mineral termal da cidade de Iraí, no estado brasileiro do Rio Grande do Sul. Foi construído sobre uma fonte de água alcalina, radioativa, clorosulfatada e bicarbonatada.
O balneário foi idealizado pelo engenheiro civil Antônio de Siqueira e projetado pela Comissão de Saneamento do Estado, no governo do general José Antônio Flores da Cunha. No ano de 1933 foi dada a ordem para o início da execução da obra, na administração do prefeito Vicente de Paula Dutra.
Em 20 de setembro de 1935 foi inaugurado o Balneário Osvaldo Cruz, assim nomeado em homenagem ao médico sanitarista brasileiro Osvaldo Cruz. Na época de sua inauguração era o mais moderno da América Latina no ramo de prestação de serviços de crenoterapia, com todos seus equipamentos oriundos da Alemanha. Sua edificação, em concreto armado e formato cilíndrico, lembra as antigas arenas romanas, sendo estrategicamente planejada para suportar as grandes enchentes.
A água mineral do balneário jorra de uma fonte rochosa com vazão de 3,8 litros por segundo e possui temperatura de 36,5ºC. É renomada mundialmente por ter recebido medalha de ouro em 1930, em Sevilha, na Espanha, por ocasião de uma exposição ibero-americana. Hoje é a segunda melhor do mundo e a melhor do Brasil em propriedades terapêuticas medicinais e rejuvenescedoras.

## Composição da água mineral de Iraí[1]
- Carbonato de sódio
- Bicarbonato de sódio
- Sulfato de sódio
- Sulfato de potássio
- Bicarbonato de cálcio
- Bicarbonato de magnésio
- Bicarbonato de estrôncio
- Borato de sódio
- Cloreto de lítio
- Cloreto de rubídio
- Fosfato de bissódico
- Sílica
- Alumina
- Óxido férrico
- Sulfito de sódio
- Oxigênio
- Nitrogênio
- Matéria orgânica